# Sacristain (pâtisserie)
Pour les articles homonymes, voir Sacristain (homonymie).

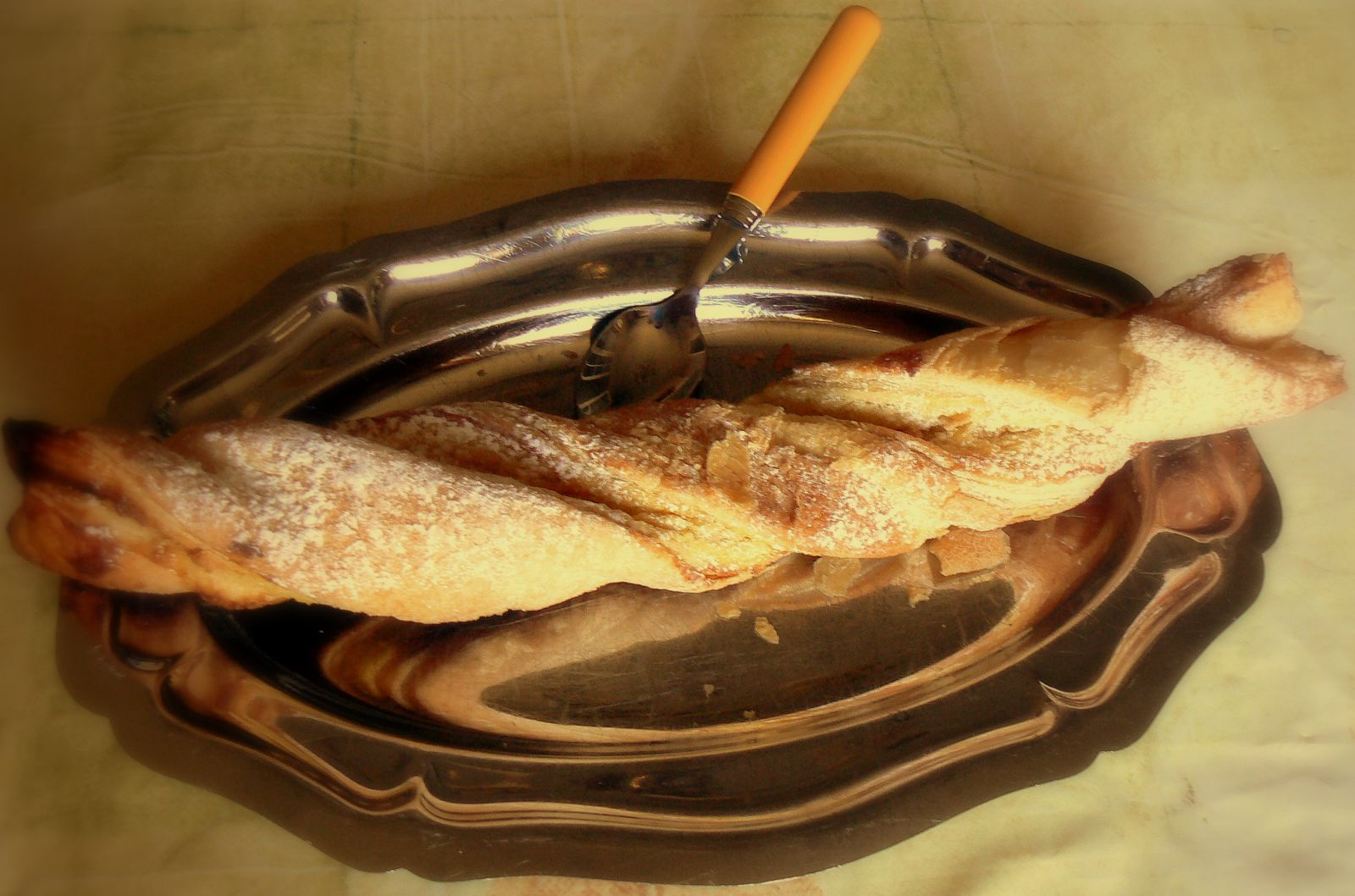

Un sacristain est une viennoiserie faite d’un bâtonnet de pâte feuilletée torsadé, parsemé de noix et saupoudré de sucre. Il est parfois garni de crème pâtissière et des amandes peuvent remplacer les noix.
Comme d'autres pâtisseries (religieuse, jésuite, pet-de-nonne), l'origine du terme est peut-être religieuse, ancienne et incertaine. Le nom fait peut-être référence à la canne des sacristains, qui était torsadée.